# Nostr

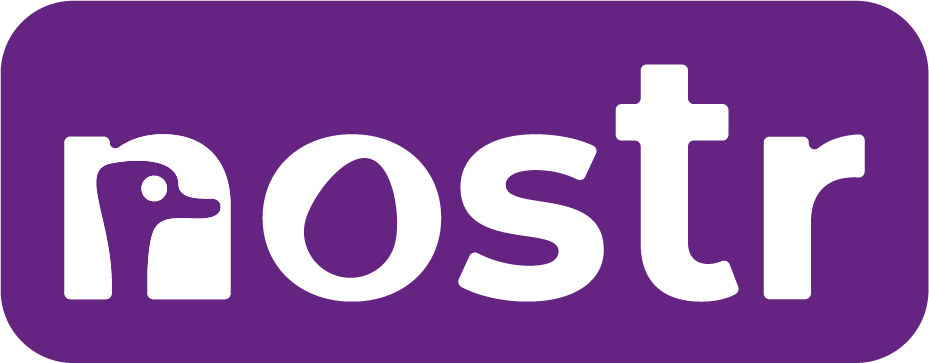

Nostr est un protocole réseau décentralisé qui sert de réseau social distribué. Le nom est un acronyme pour « Notes et autres éléments transmis par relais » (« Notes and Other Stuff Transmitted by Relays » en anglais). Il a été conçu dans un objectif de résistance à la censure.
Le protocole Nostr a été écrit pour la première fois en 2020 par le développeur de logiciels open source brésilien Giovanni Torres Parra, connu sous le pseudonyme de « fiatjaf »,.

## Utilisateurs
En avril 2023, Nostr était principalement populaire auprès des utilisateurs de Bitcoin. Jack Dorsey, le cofondateur de Twitter, a approuvé et a soutenu financièrement le développement de Nostr en faisant don d'environ 250 000 $ de bitcoin aux développeurs du projet,.
Certaines applications Nostr ont été interdites en Chine.

## Protocole ouvert
En tant que projet de protocole ouvert et libre, Nostr possède plusieurs interfaces utilisateur différentes pour les mêmes données. Il existe plusieurs clients Nostr.
La principale forme de transport de données du protocole est l'utilisation d'un type standardisé de serveur WebSocket appelé Relay. Chaque utilisateur dispose d'une paire de clés cryptographiques. Les données sur le protocole Nostr sont stockées dans des blobs JSON appelés événements, qui sont le seul type d'objet sur le protocole Nostr,.
Les différentes extensions du protocole Nostr sont appelées « NIP », pour Nostr Implementation Possibilities. L'un d'eux prévoit l'intégration de Nostr avec le Lightning Network qui fonctionne sur la blockchain Bitcoin, permettant aux utilisateurs de Nostr d'envoyer et de demander des paiements en crypto-monnaie (appelés « Zaps ») vers et depuis d'autres utilisateurs.

## Voir également
- Secure Scuttlebutt – Réseau social décentralisé
- ActivityPub – Protocole de réseau social décentralisé
- Bluesky (social network) – Réseau social décentralisé
- Mastodon (social network) – Logiciel de réseau social auto-hébergé
- Censure internet